# Régiment de carabiniers de la Garde impériale
Das Régiment de carabiniers de la Garde impériale war ein schwerer Kavallerieverband der französischen Armee.

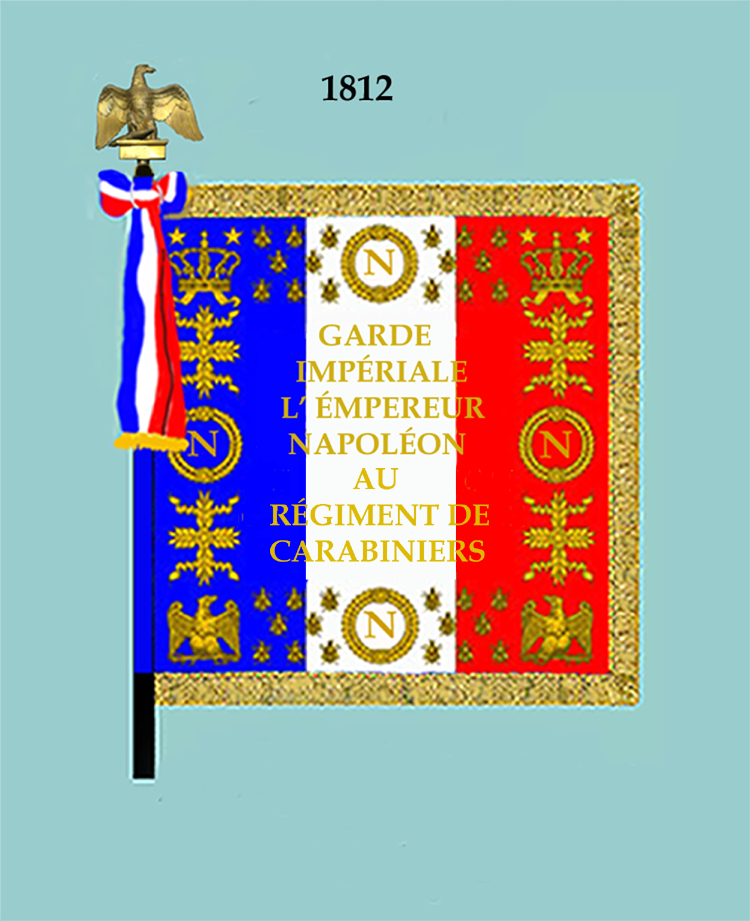
Regimentsfahne Modell 1812 bis 1814 (Vorderseite)

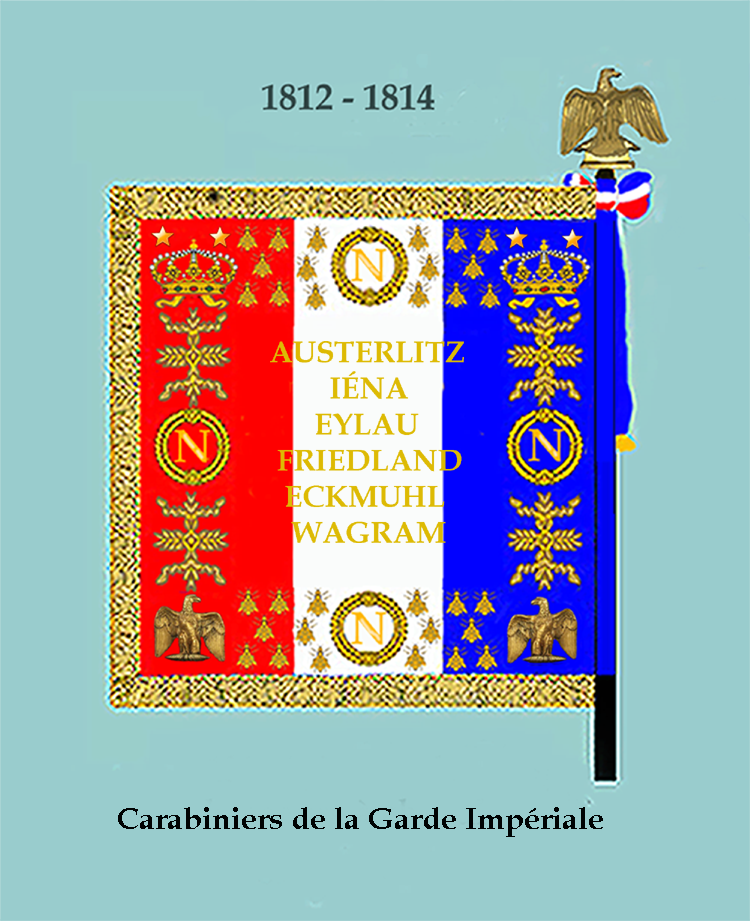
Regimentsfahne Modell 1812 bis 1814 (Rückseite)

Es entstand ursprünglich aus mit einem gezogenen Karabiner bewaffneten Schützen der Linienkavallerie, die man 1693 als Carabiniers à cheval zu einem Eliteregiment zusammenfasste. 1805 wurde das Regiment geteilt, 1815 wurden aber beide Regimenter wieder vereinigt. 1809 wurden sie nach Art der Kürassiere ausgerüstet. Obwohl sie nicht zur kaiserlichen Garde von Napoleon I. gehörten, galten sie jedoch stets als Elite, was dann 1865 zur Aufnahme in die Kaisergarde führte. 1870/71 gingen sie mit dem Zweiten Kaiserreich unter.

## Geschichte

### Ancien Régime
Mit Bestallung vom 26. Dezember 1679 wurden jeder Kavalleriekompanie zwei mit gezogenen Karabinern bewaffneten Schützen zugeteilt, die als Carabiniers bezeichnet wurden und einen höheren Sold als die übrigen Reiter erhielten (13 anstatt 12 Livres). Am 29. Oktober 1690 wurden auf Anordnung von König Ludwig XIV. diese Carabiniers auf einen höheren Mannschaftsstand gebracht und in Kompanien zusammengefasst. Jedes Kavallerieregiment erhielt nunmehr eine Carabiniers-Kompanie.
Nach der Schlacht bei Neerwinden, in der die Carabiniers ihren Wert gezeigt hatten, wurden sie auf Befehl des Königs zu einem Regiment zusammengeführt, das den Namen „Régiment Royal des carabiniers“ trug. Es stand unter dem Kommando von Mestre de camp du Royal-Roussillon, dem Marquis de Beaufort und trat am 1. November 1693 in den Dienst. Das Regiment setzte sich nunmehr aus fünf Brigaden zu je vier Kompanien zu je zwei Escadronen zusammen. Regimentsinhaber wurde Louis Auguste I. de Bourbon, duc du Maine der illegitime Sohn von Madame de Montespan und Ludwig XIV. Das Regiment nahm den Rang hinter der La Reine Cavalerie und den Regimentern der Prinzen von Geblüt an 18. Stelle ein. In dieser Zeit kämpften die Carabiniers wie die Dragoner, zu Pferd oder aber abgesessen. Seit diesem Zeitpunkt wurden alle anderen Kavallerieverbände, einschließlich der Gensdarmes als «Cavalerie légère» (leichte Kavallerie) bezeichnet.
1741 wurde dem Comte de Provence das Regiment als Inhaber übertragen, obwohl er zu diesem Zeitpunkt erst drei Jahre zählte. Es war nunmehr das 20. in der Rangfolge und erhielt das Prädikat „Royal“ verliehen.
Bei Beginn des Österreichischen Erbfolgekrieges waren die Carabiniers das einzige Regiment der französischen Kavallerie, das aus fünf Brigaden zu je zwei Escadrons bestand. Alle anderen hatten nur drei oder vier Brigaden. Die Carabiniers-Escadron hatte vier Kompanien zu je 25 Reitern, was einen Personalstand von 1000 Reitern ausmachte.
Die Brigaden des „Corps des Carabiniers“ waren nicht im geschlossenen Verband eingesetzt, sondern über die gesamten Streitkräfte verteilt. Bei Beginn des Siebenjährigen Krieges wurde das Regiment um 10 Escadrons verstärkt und stellte mit seinen 25 Kompanien jetzt den gleichen Kampfwert dar, wie fünf normale Kavallerieregimenter. Das Depot des Regiments befand sich in Straßburg, wo es über ein Jahrhundert lang verblieb. Am 13. Mai 1758 wurde das Regiment umbenannt in: „Carabiniers royaux de Monsieur le comte de Provence“ (Königliche Carabiniers des Grafen der Provence.).
Der Regimentskommandeur, der Comte de Gisors, Louis-Marie Fouquet de Belle-Isle, fiel in der Schlacht bei Krefeld.
1760: Einsatz im Gefecht bei Korbach
Mit Bestallung vom 7. Juli 1758 wurde Charles Léonard de Baylenx, Marquis de Poyanne zum Lieutenant-Inspecteur des „Régiment de Royal Carabiniers de Monsieur le comte de Provence“ ernannt. 1759 kommandierte er das Regiment in der Schlacht bei Minden, in der die Carabiniers 700 Gefallene, davon 69 Offiziere zu beklagen hatten. Dabei wurde der Marquis de Poyanne durch eine Kugel und einen Bajonettstich verwundet. 1760 kämpfte das Regiment im Gefecht bei Korbach und in der Schlacht bei Warburg sowie 1761 in der Schlacht bei Vellinghausen.
Auf Anordnung des Jahres 1762, die 1763 umgesetzt wurde, hatten die Carabiniers jetzt aus fünf Brigaden zu je zwei Escadrons zu je drei Kompanien zu bestehen. Mit dem 31. Dezember verloren die Brigaden die Namen der Chefs und wurden nummeriert. 1776 bestand das Regiment aus acht Escadrons mit je 150 Reitern, 1779 wurde es umgebildet hatte jetzt wieder zwei Brigaden mit je fünf Escadronen mit insgesamt 1620 Reitern. Stationiert waren sie in Saumur, Angers, La Flèche und Chinon.
1764 beschloss Étienne-François de Choiseul den Bau einer Reitschule in Saumur und übertrug die Aufsicht auf den Marquis de Poyanne, den Inspecteur des Carabiniers. Am 25. September 1766, kam der Duc de Choiseul nach Saumur um das Régiment de Carabiniers zu inspizieren und sich über den Fortgang der Arbeiten an den Gebäuden zu informieren.
1774 erfolgte die Umbenennung der Truppe in Carabiniers de Monsieur, da der nächstjüngere Bruder des Königs (Ludwig XVI.), der Comte de Provence, Inhaber der Truppe war und dieser den Titel „Monsieur“ führte. Mit dem 13. Februar 1776 bestand das Corps des Carabiniers aus zwei Brigaden mit je vier Escadrons, deren jede nur über eine Kompanie zu 132 Reitern verfügte. Am 5. April 1779 wurde jede Brigade auf fünf Escadrons verstärkt.
Mit Anweisung vom 17. März 1788 wurde verfügt, dass die Kavalleriebrigaden in jeweils zwei Regimenter aufzuteilen seien. Ab dem 1. Mai 1788 hießen die Brigaden demzufolge „Regiment“ und erhielten als Kommandanten einen Colonel. Allerdings bildeten die beiden Carabiniers-Regimenter weiterhin einen Verband, der als „la brigade des carabiniers de Monsieur“ bezeichnet wurde. 1791 erhielten beide Regimenter Rang vor der übrigen schweren Kavallerie und jeweils einen eigenen Stab nebst Verwaltung.
Der Regimentsstab bestand 1792 aus einem Colonel, zwei Lieutenant colonels, zwei Adjudants, einem Quartier-máitre tresorier (Zahlmeister), einem Trompette-brigadier (Stabstrompeter), einem Maître aumônier Feldgeistlichen, einem „Maître sellier“ (Regimentssattler), einem „Maître maréchal“ (Stallmeister), einem „Maître ferrant“ (Beschlagschmied), einem Maître tailleur (Regimentsschneider), einem Maître guêtrier (Gamaschenverwalter) und einem Maître bottier (Regimentsschuster). Mit Ausnahme des Regimentsgeistlichen wurden diese unter dem Begriff Máitres ouvriers (Regimentsarbeiter) zusammengefasst. Jedes Regiment zählte vier Abteilungen zu zwei Kompanien, die je zwei Schwadronen bzw. einen Rittmeister, einen Oberleutnant, zwei Leutnants, einen maréchal de logis chef, zwei marechéaux des logis, einen brigadier-fourrier, vier brigadiers, einen Trompeter und 54 Reiter (vier davon unberitten) hatten. Bei den Iststärken der Kompanien gab es beträchtliche Schwankungen.
Aufgaben und allgemeine Entwicklung waren ähnlich wie bei der schweren Kavallerie, als deren Elite die Karabiniers galten; jedoch waren sie stets mit einem gezogenen Karabiner bewaffnet.

### Erstes Kaiserreich
1804 ernannte Napoleon seinen Bruder Louis zum Colonel-général des carabiniers. Das 1. Regiment bestand 1804 aus 441 Mann, das 2. Regiment aus 407 Mann.
Im Jahre 1805 nahmen die Carabiniers an den Feldzügen in Österreich gegen die Russen und die Österreicher teil. Zwischen dem 6. Oktober und dem 2. Dezember fanden zwischen den feindlichen Armeen einige verlustreiche Zusammenstöße statt, so attackierten die Carabiniers erfolgreich bei Wertingen gegen die österreichische Infanterie. In der Schlacht bei Austerlitz griffen sie am 2. Dezember 1805 mit Général Nansouty an der Spitze, die Dörfer Jirshikowitz und Blaswitz an, wo sie die österreichische Infanterie zersprengten und die Artillerie eroberten.
Im August 1807 zählten die beiden Regimenter 820 Reiter.
Im Jahr 1809, während des Feldzuges nach Österreich, attackierten die Carabiniers zusammen mit den Kürassieren der Generäle Saint-Sulpice und Nansouty in der Schlacht bei Eckmühl die österreichische Kavallerie. Sie waren bei der Schlacht von Regensburg eingesetzt, ebenso bei Wagram. Die schweren Verluste in der Schlacht bei Eckmühl, verursacht durch die Lanzen der österreichischen Ulanen, bewogen den Colonel-général des 1. Regiments, Louis Napoleon, seinen Bruder zur Neuuniformierung mit Panzern und Helmen (anstatt der Pelzmütze) zu bewegen.

#### Russlandfeldzug

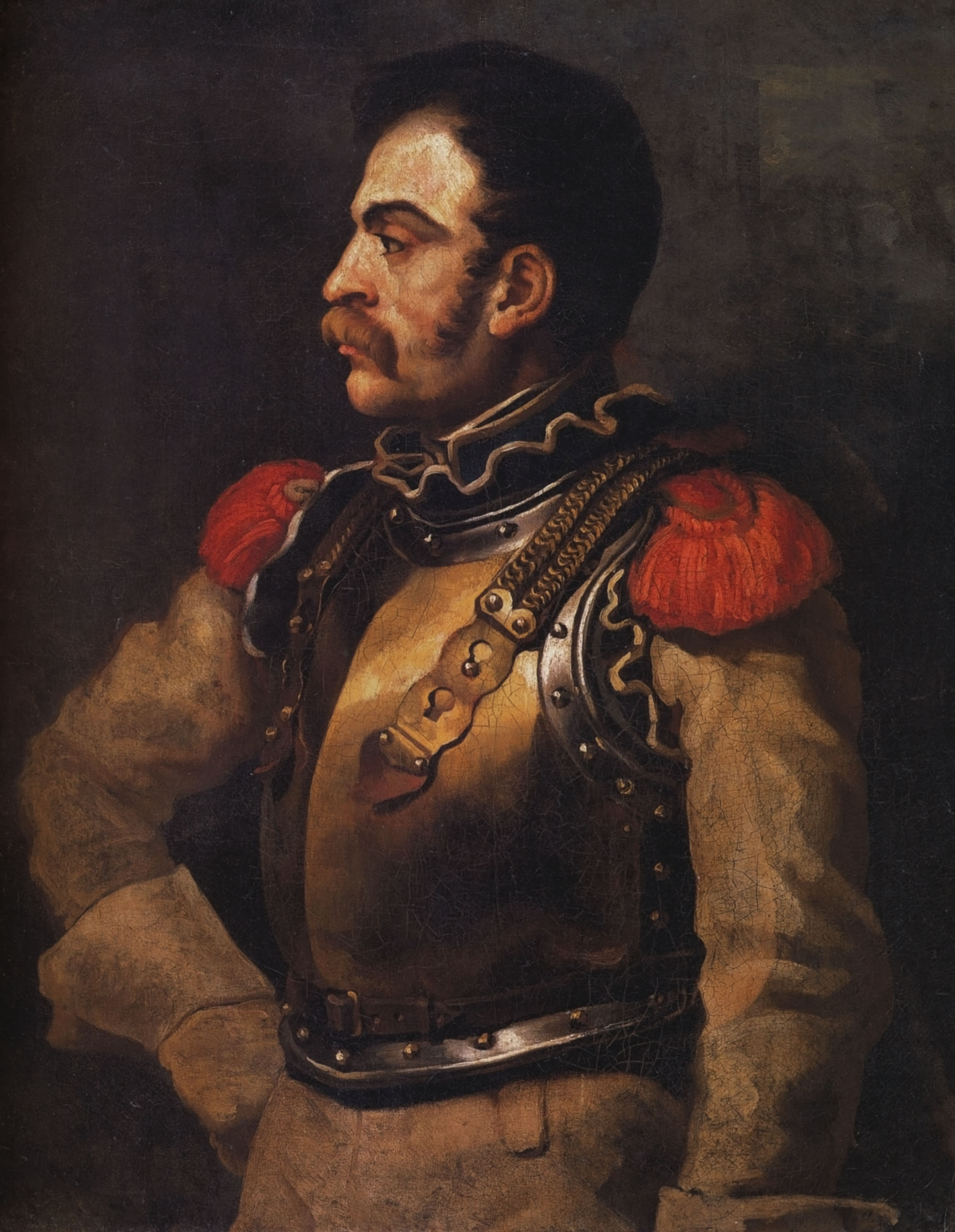
Portrait eines Carabinier von Théodore Géricault (nach 1812, Museum im Louvre)

Die zwei Carabiniers-Regimenter nahmen am Feldzug nach Russland teil, wo sie der „4e division de cuirassiers“ (4. Kürassierdivision) zugeteilt waren, die wiederum zur Reservekavallerie unter dem Kommando von Maréchal Murat gehörte. Sie nahmen wichtigen Anteil an der Schlacht um Moskau, wo sie unter dem Kommando von Général Jean-Marie Defrance zusammen mit einer Kürassier-Kompanie des Général Armand de Caulaincourt gegen die russische Chevaliergarde kämpften. Der Sohn von Général Jean Ambroise Baston de Lariboisière, Lieutenant im 1. Regiment, ist in dieser Schlacht gefallen.
Die Carabiniers zeichneten sich erneut in der Schlacht bei Tarutino aus, als sie, geführt von Maréchal Murat, das Korps des russischen Generals Baggovut überfielen. Der Kommandeur des 2. Regiments, Colonel Blancard wurde dabei durch einen Schuss verwundet.
Während des katastrophalen Rückzuges aus Russland wurden die beiden Regimenter auf dramatische Weise reduziert. Weniger als 300 Reiter kehrten zurück.

#### Feldzüge in Deutschland und Frankreich

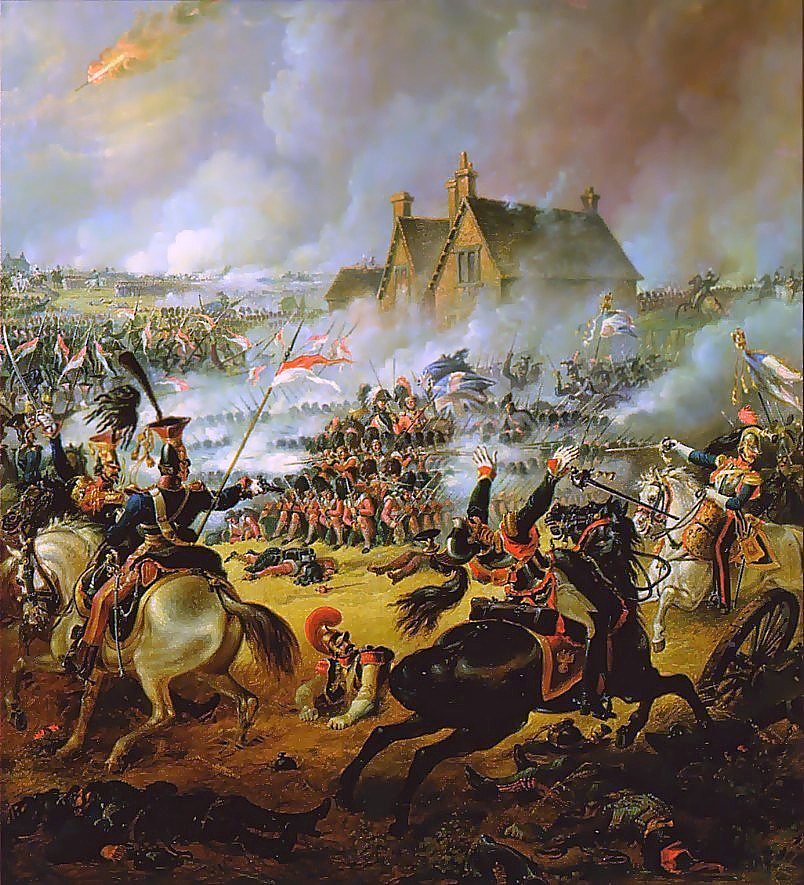
Angriff auf die britischen Infanteriekarré, im Zentrum ein gestürzter Carabinier (Thomas Jones Barker, Gemälde des XIX. Jahrhunderts)

Während des Feldzuges in Sachsen nahm das Corps an der Völkerschlacht bei Leipzig mit sechs Escadrons und 300 Reitern teil. Es gehörte zur „1re brigade lourde“ (1. Schwere Brigade) des Général d'Haugéranville, die wiederum Teil der „2e division de cavalerie lourde“ (2. Schwere Kavalleriedivision) unter Général Saint-Germain im „2e corps de cavalerie“ (2. Kavalleriekorps) von Général Sébastiani war. Im Verlauf dieser Schlacht wurden die Carabiniers von ungarischen Husaren angegriffen, was zu einer Panik und einem totalen Chaos unter ersteren führte. Glücklicherweise konnten das 1er régiment de cuirassiers und das 5e régiment de cuirassiers eingreifen und die Husaren zurückdrängen.
Während des Feldzuges in Frankreich kämpfte das Corps bei Brienne, Vauchamps, Laon, Arcis-sur-Aube und Fère-Champenoise. Als Truppenteil der Division Compans, zeichneten sich die Carabiniers in den Kämpfen bei Claye und Villeparisis aus.
Nach der ersten Abdankung Napoleons wurden beide Regimenter zu einem zusammengelegt.

#### Waterloo
Das verbleibende Carabinier-Regiment zählte zu den Truppen, mit denen Maréchal Ney Napoléon nach seiner Rückkehr von Elba gefangen nehmen sollte und ging mit diesem zum Kaiser über. Im Rahmen der Vorbereitung für den Feldzug in Belgien stellte dieser das 2. Regiment neu auf. Beide Regimenter nahmen am 18. Juni 1815 an der Schlacht bei Waterloo teil und bildeten die Reserve, während die Kürassiere und die Gardekavallerie mehrere Angriffe gegen die Infanteriekarrés der Engländer auf dem Plateau des Mont Saint Jean ritten. Nach mehreren Stunden des Kampfes waren diese Verbände stark dezimiert und erschöpft. Ney entschloss sich daraufhin, seine letzten Reserven einzusetzen. Es waren das die 800 Reiter des 2. Carabiniers-Regiments unter Général Blancard, die gegen die englischen Linien geschickt wurden. Allerdings konnten auch sie nichts mehr ausrichten und mussten sich unter schweren Verlusten zurückziehen.

#### Übersicht der einzelnen Schlachten
- 1805 Schlacht bei Austerlitz
- 1806 Gefecht bei Pretzlow
- 1806 Schlacht bei Lübeck
- 1807 Schlacht bei Ostrołęka
- 1807 Schlacht bei Guttstadt
- 1807 Schlacht bei Friedland
- 1809 Schlacht bei Eckmühl
- 1809 Schlacht bei Aspern
- 1809 Schlacht bei Wagram
- 1812 Schlacht bei Borodino
- 1812 Schlacht bei Tarutino
- 1813 Schlacht bei Wjasma
- 1813 Schlacht um Dresden
- 1813 Völkerschlacht bei Leipzig
- 1813 Schlacht bei Hanau
- 1814 Schlacht bei Montmirail
- 1814 Schlacht bei Troyes
- 1814 Schlacht bei Craonne
- 1814 Schlacht bei Laon
- 1814 Schlacht bei Reims
- 1815 Schlacht bei Quatre-Bras
- 1815 Schlacht bei Waterloo[6]

#### Kommandeure und Offiziersverluste
1. Regiment
- 1805 François/Francesco Borghèse (1776–1839)
- 1807 Colonel Laroche
- 1808 François Borghèse (25. Juni 1808 Colonel, 2. Januar 1812 Général de brigade);
- 1813 Colonel de Bailliencourt
- 1815 Colonel Roge

2. Regiment
- 1807 Colonel Blancard
- 1813 Colonel de Seve
- 1815 Colonel Beugnat

Zwischen 1805 und 1815 gefallene, oder an ihren Verwundungen gestorbene Offiziere: 43
Zwischen 1805 und 1815 verwundete Offiziere: 146

### Restauration

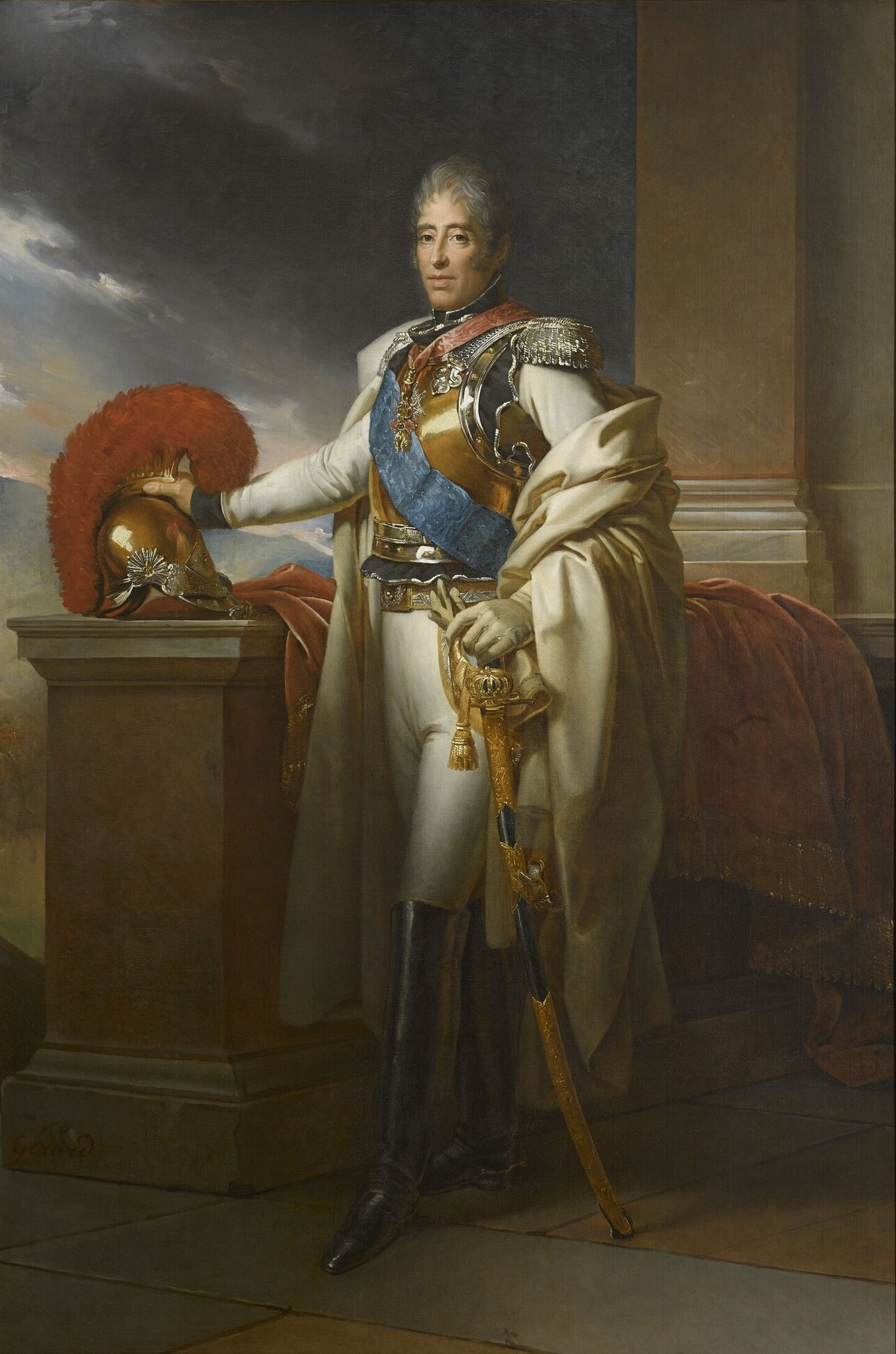
Charles-Philippe de France, comte d’Artois, in der Uniform des Colonel général des carabiniers von François Gérard (nach 1815, Gemäldesammlung im Schloss von Versailles)

Nach der endgültigen Abdankung von Napoleon wurden die Carabiniers entlassen. Im Jahre 1824 erfolgte eine erneute Aufstellung von zwei Regimentern, in nahezu unveränderter Uniformierung.

### Zweite Republik
Bei der Ausrufung der Republik im Jahre 1848 waren die Carabiniers in Paris, wo sie mit Polizeiaufgaben betraut wurden.

### Zweites Kaiserreich
Ab 1852 waren die beiden Regimenter Teil der Armee des Zweiten Kaiserreichs wurden jedoch nicht im Krimkrieg eingesetzt. Am 15. November 1865 wurden beide Regimenter vereinigt und in die Kaisergarde aufgenommen, nachdem die Carabiniers schon einige Jahre zuvor ihren Standort in die Versailler Garnison der Kaisergarde verlegt hatten. Im Deutsch-Französischen Krieg mussten sie schwere Verluste erleiden und wurden im Rahmen der Reorganisation des französischen Heeres nach dem Debakel von Sedan am 4. Februar 1871 in das 11e régiment de cuirassiers (11. Kürassierregiment) eingegliedert.

### Tradition nach 1871
Das „11ème régiment de cuirassiers“ wurde dann am 1. Juni 1999 mit dem „1er régiment de cuirassiers“ zum Doppelregiment „1er-11e régiment de cuirassiers“ zusammengelegt. Im Jahre 2009 wurde diese Praxis wieder aufgegeben. Die „11e groupe de cuirassiers“ als Anteil des vormaligen „11e régiment de cuirasiers“ wurde herausgezogen und aufgelöst, Das nunmehrige „1er régiment de cuirassiers“ wurde gleichzeitig in 4e régiment de dragons umbenannt. Von diesem wird die Tradition der „Carabiniers à cheval“ fortgeführt.

## Erscheinungsbild

### Uniform
Die Uniform folgte lange dem Aussehen der übrigen schweren Kavallerie Frankreichs. Der blaue, langschößige Rock hatte Rabatten, Schöße, Aufschläge und Epauletten sowie Vorstöße an Kragen und Taschen in rot. Das 1. Regiment hatte rote Ärmelpatten mit blauem Vorstoß, beim 2. Regiment war dies umgekehrt. Statt des Hutes wurde eine niedrige schwarze Pelzmütze (genannt „Bonnet d'oursin“, deutsch „Seeigelkappe“) mit rotem Federstutz, schwarzledernem Augenschirm und weißen Schnüren getragen. Die weiße Halbschabracke war weiß eingefasst. Beim Dienst zu Fuß wurden die Kürasse abgelegt und anstelle der Reitstiefel Gamaschen getragen. Dazu ein Bandelier aus gelbem Leder mit weiß vorgestoßenem Rand.
Zu Beginn des Kaiserreichs war die Mütze deutlich größer und hatte keinen Schirm mehr.
Im Dezember 1809 führte Napoleon einen weißen Westenrock und einen Raupenhelm nach griechischem Vorbild (sog. casque à visière à la Minerve) ein. Glocke und Kamm des Helmes bestanden aus Gelbkupfer. Augen- und Nackenschirm waren angenietet. Raupe und Federstutz waren scharlachrot. Hinzu kam ein Stahlkürass mit einem Überzug aus Messing bzw. Kupfer für die Offiziere. Die hellblauen Kürassmanschetten waren weiß vorgestoßen. Kragen und Schöße waren hellblau. Die Regimenter unterschieden sich durch die Ärmelaufschläge und -patten: Das 1. Regiment hatte rote Aufschläge mit weißem Vorstoß und weiße Aufschläge mit rotem Vorstoß, das 2. Regiment hellblaue Aufschläge und Patten mit jeweils weißem Vorstoß. Die Bewaffnung bestand aus einem Karabiner, einem Paar Pistolen sowie dem Kavalleriesäbel Modell 1803.

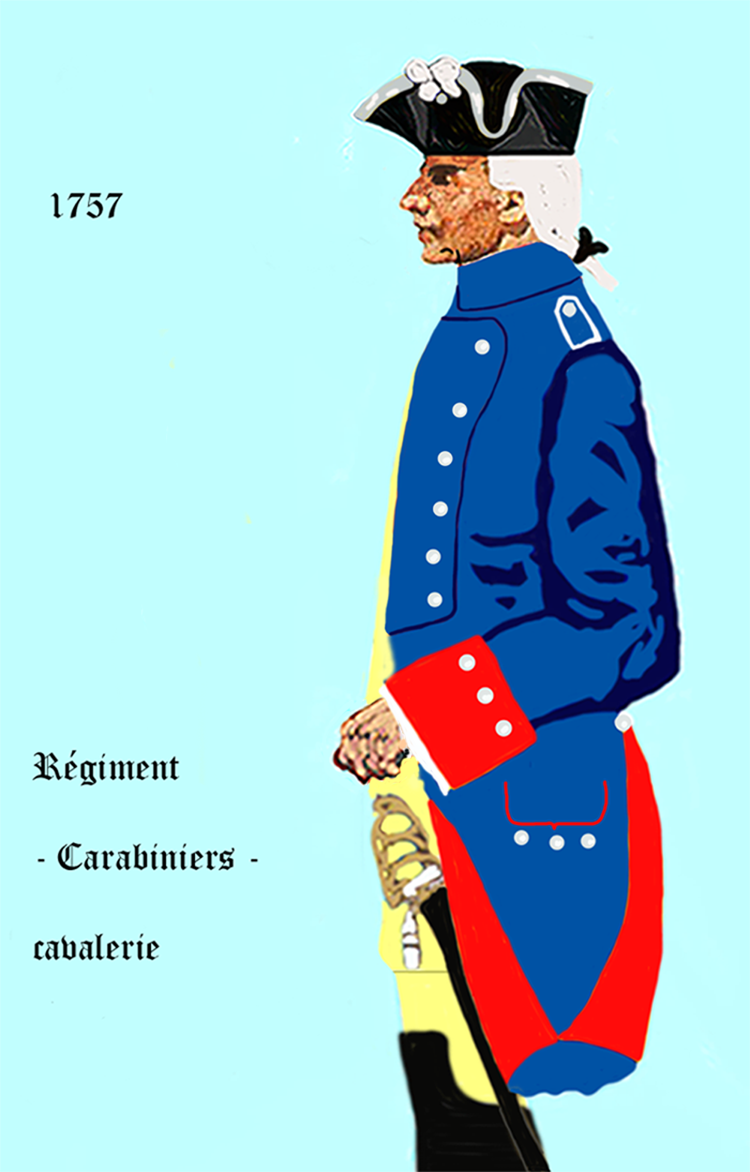
1757–1762
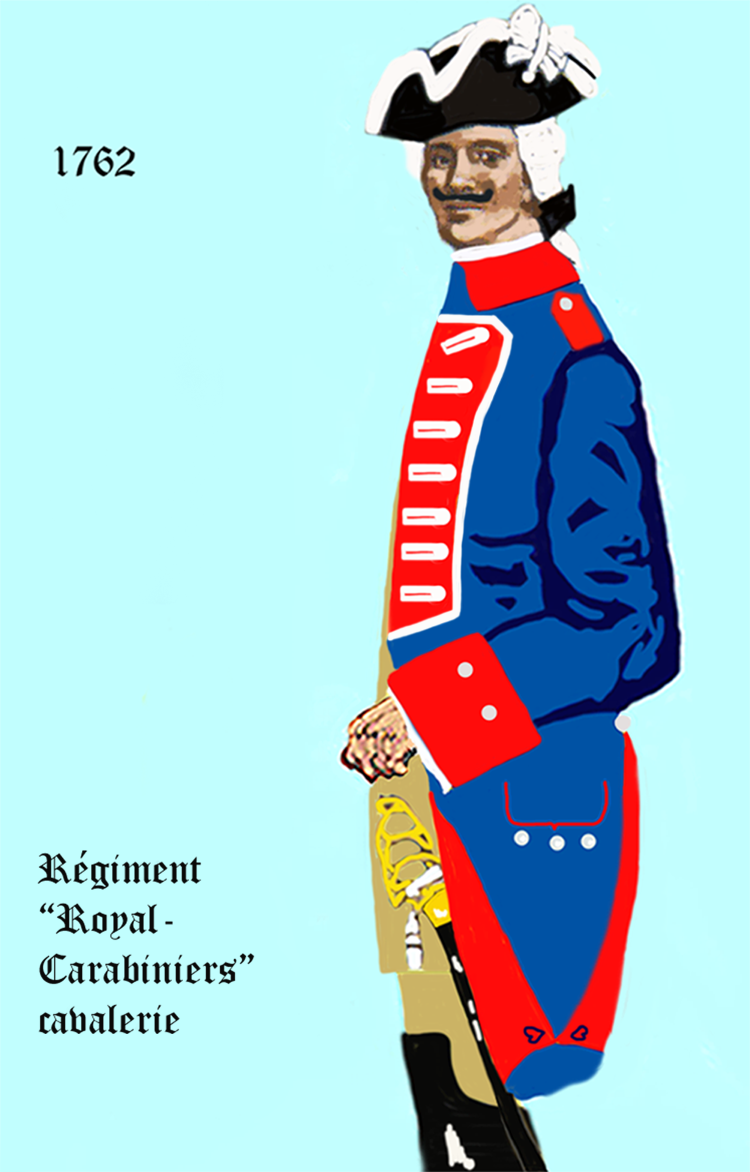
régiment des carabiniers du Comte de Provence 1762–1767
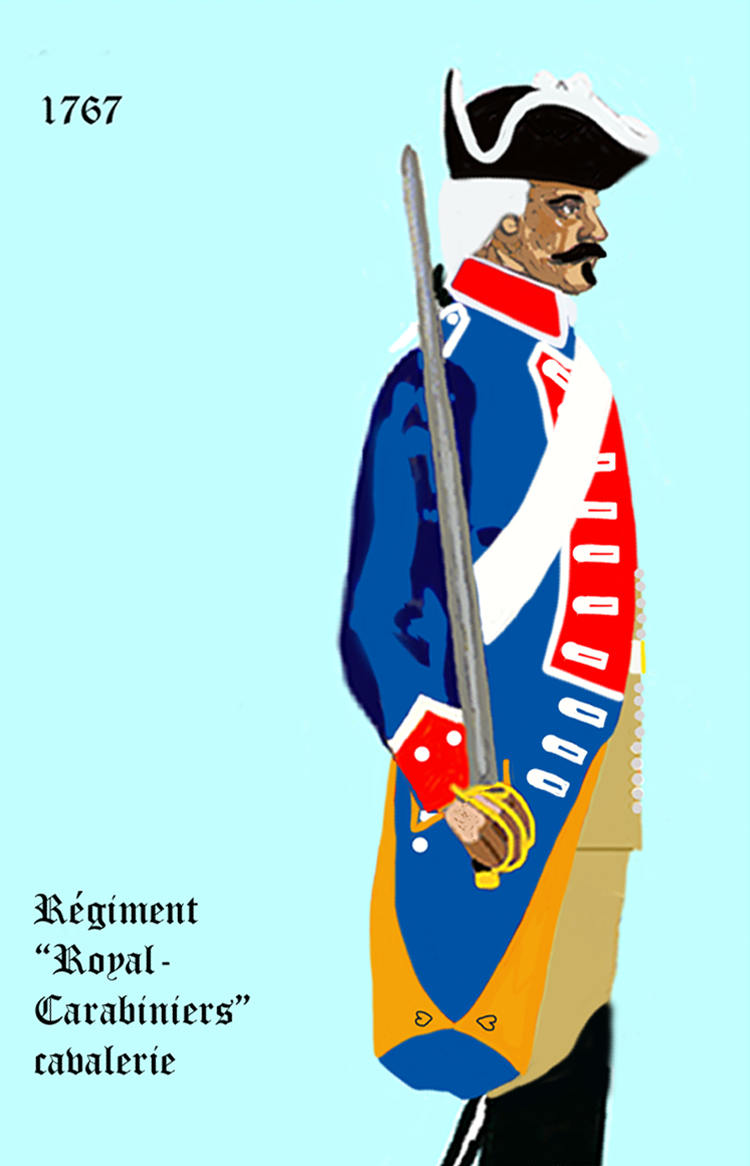
régiment des carabiniers du Comte de Provence 1767–1776
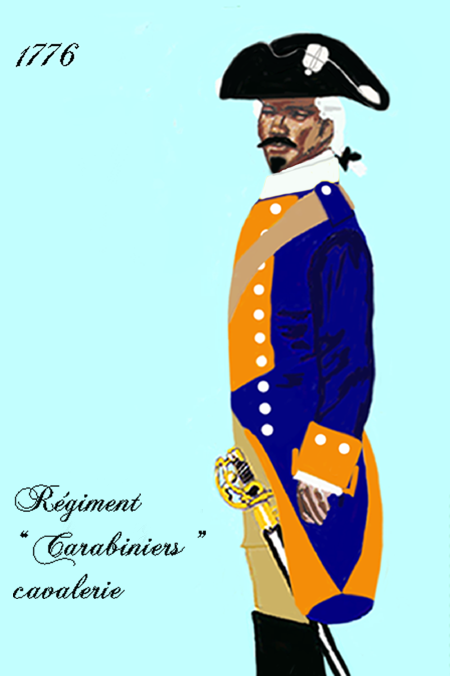
1776–1779
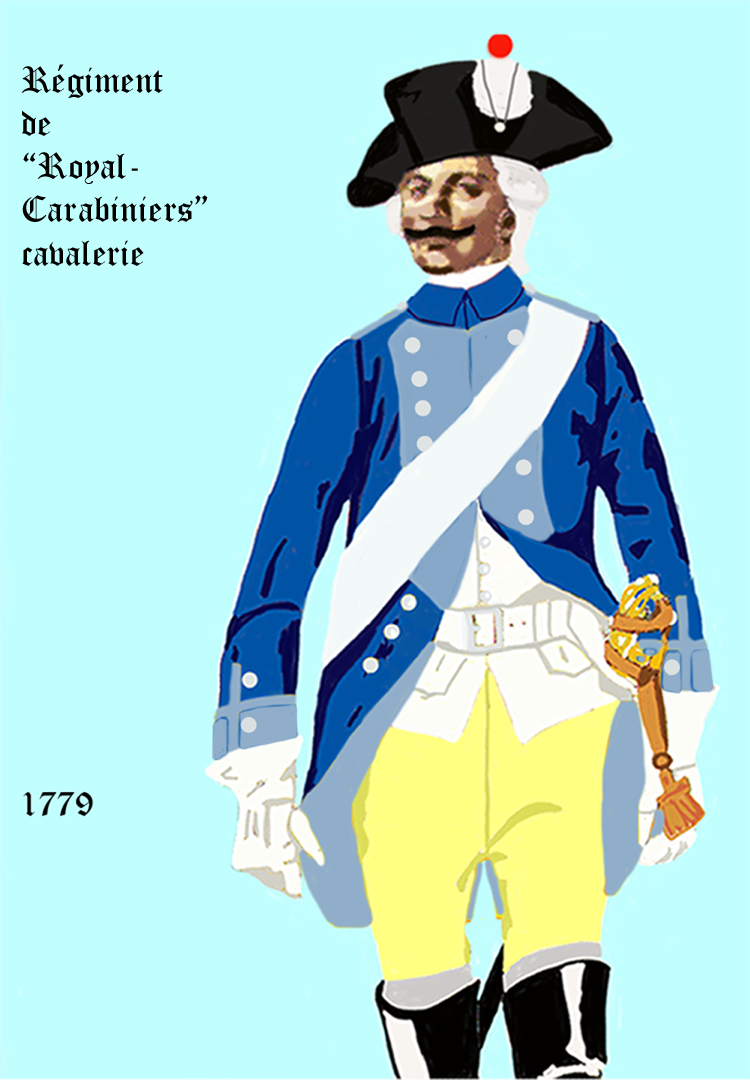
1779–1786
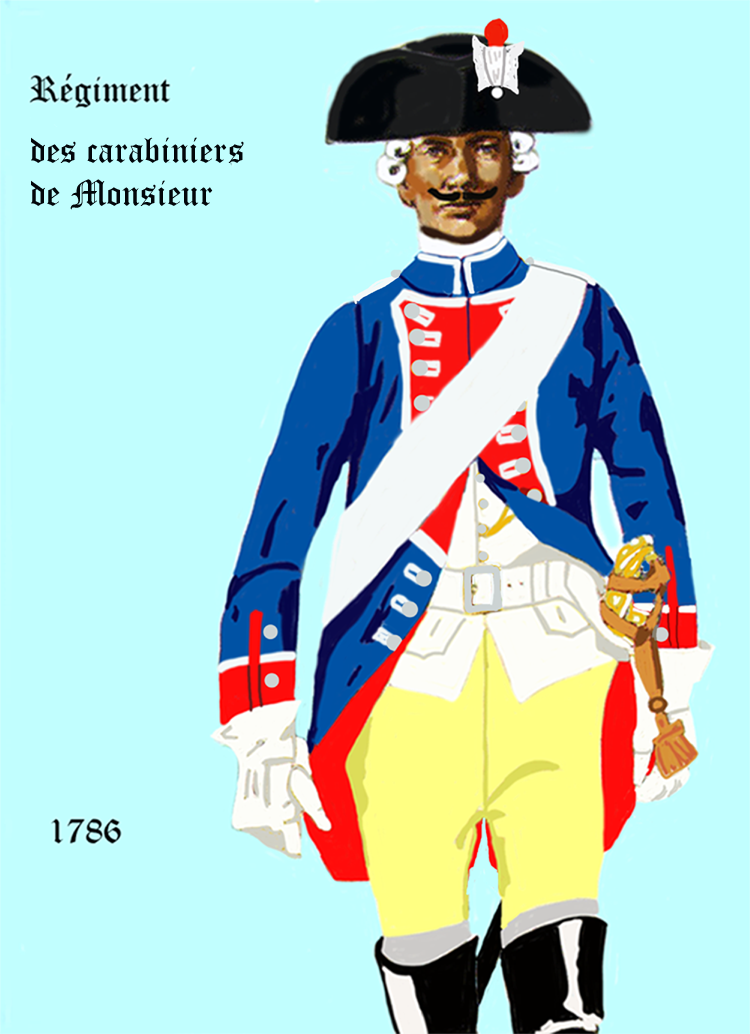
1786–1791

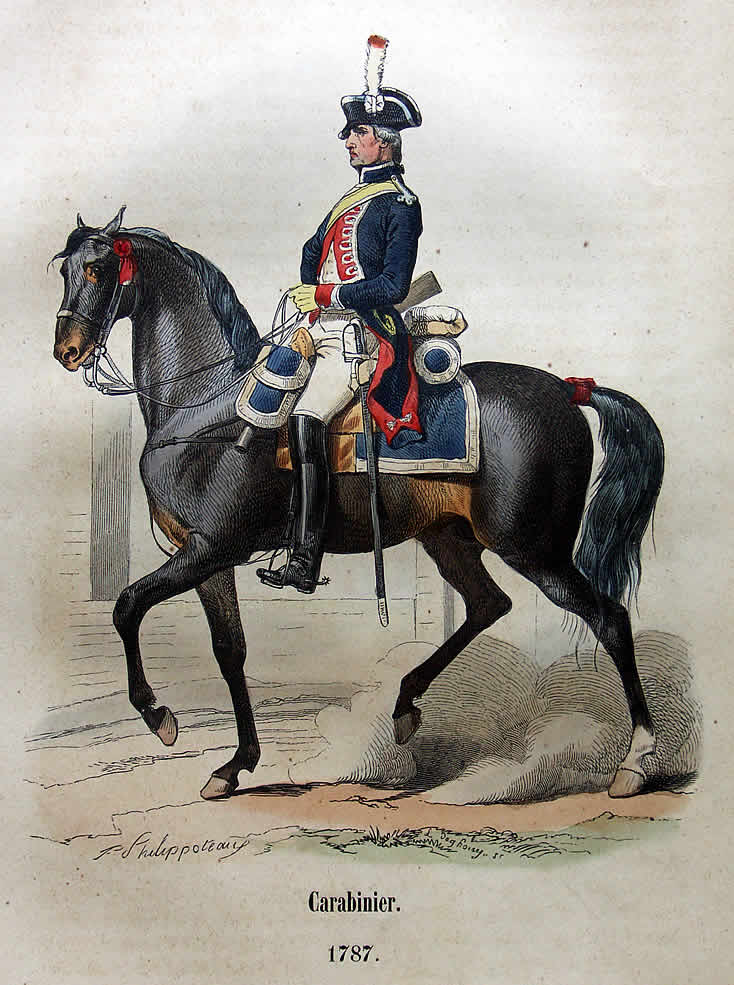
Carabinier à cheval des l'Ancien Régime (Paul Philippoteaux, vor 1850).
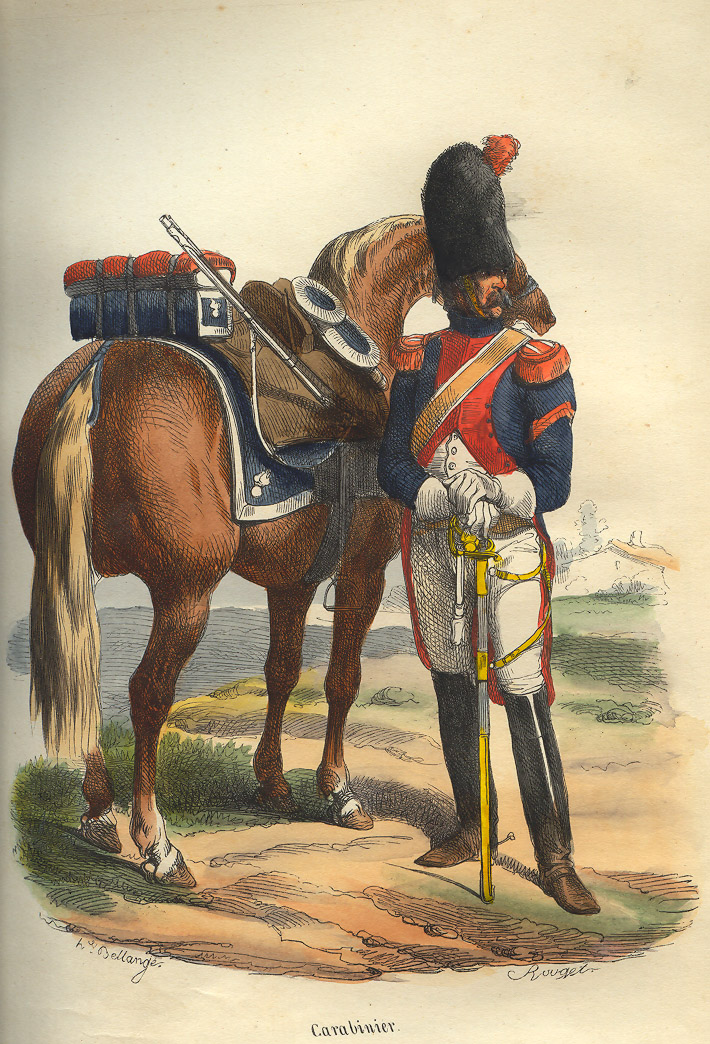
Carabinier à cheval (1804–1810), (Hippolyte Bellangé, 1843)
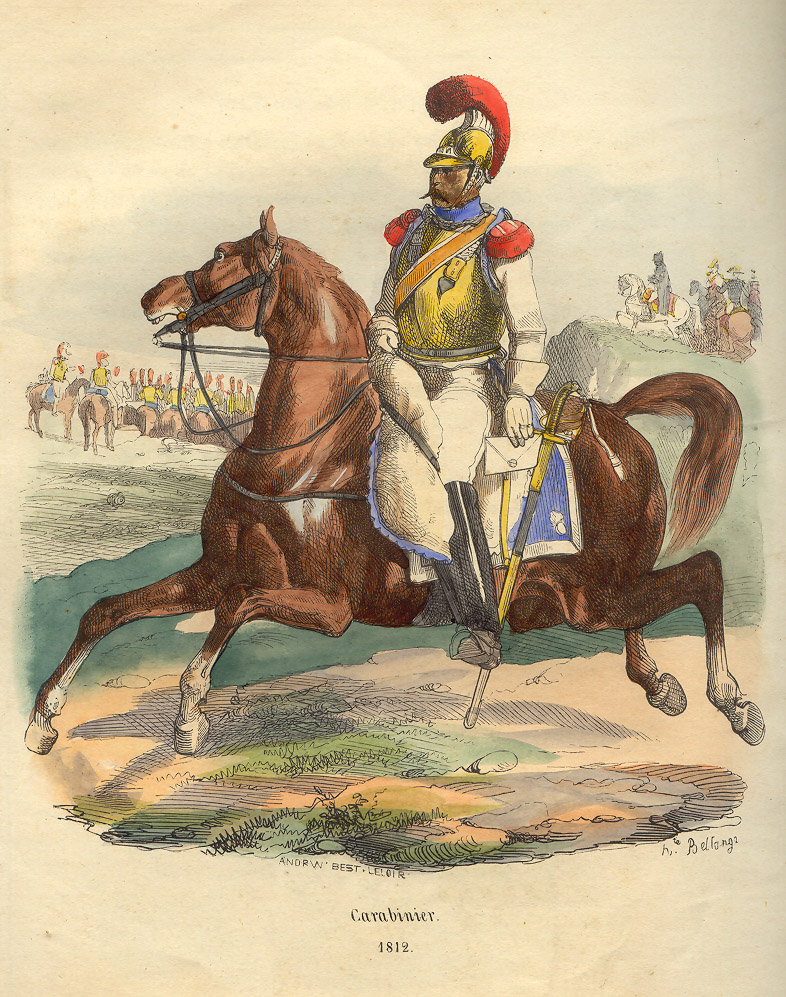
Carabinier à cheval (1810–1815), (Hippoyte Bellangé, 1843)
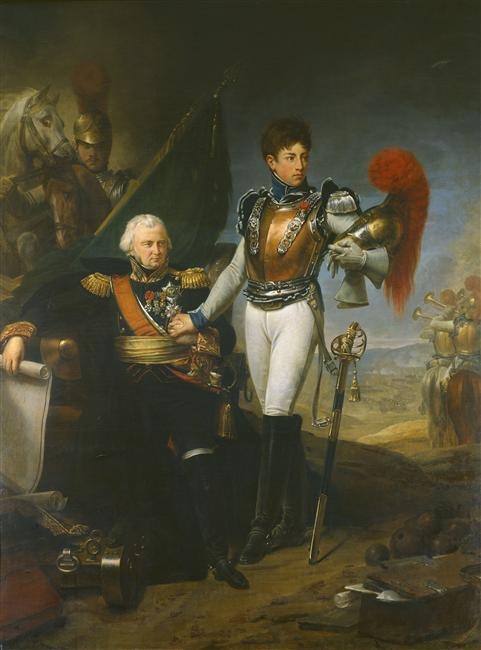
Général Lariboisière und sein Sohn, Lieutenant im 1er régiment de carabiniers – gefallen in der Schlacht bei Borodino.
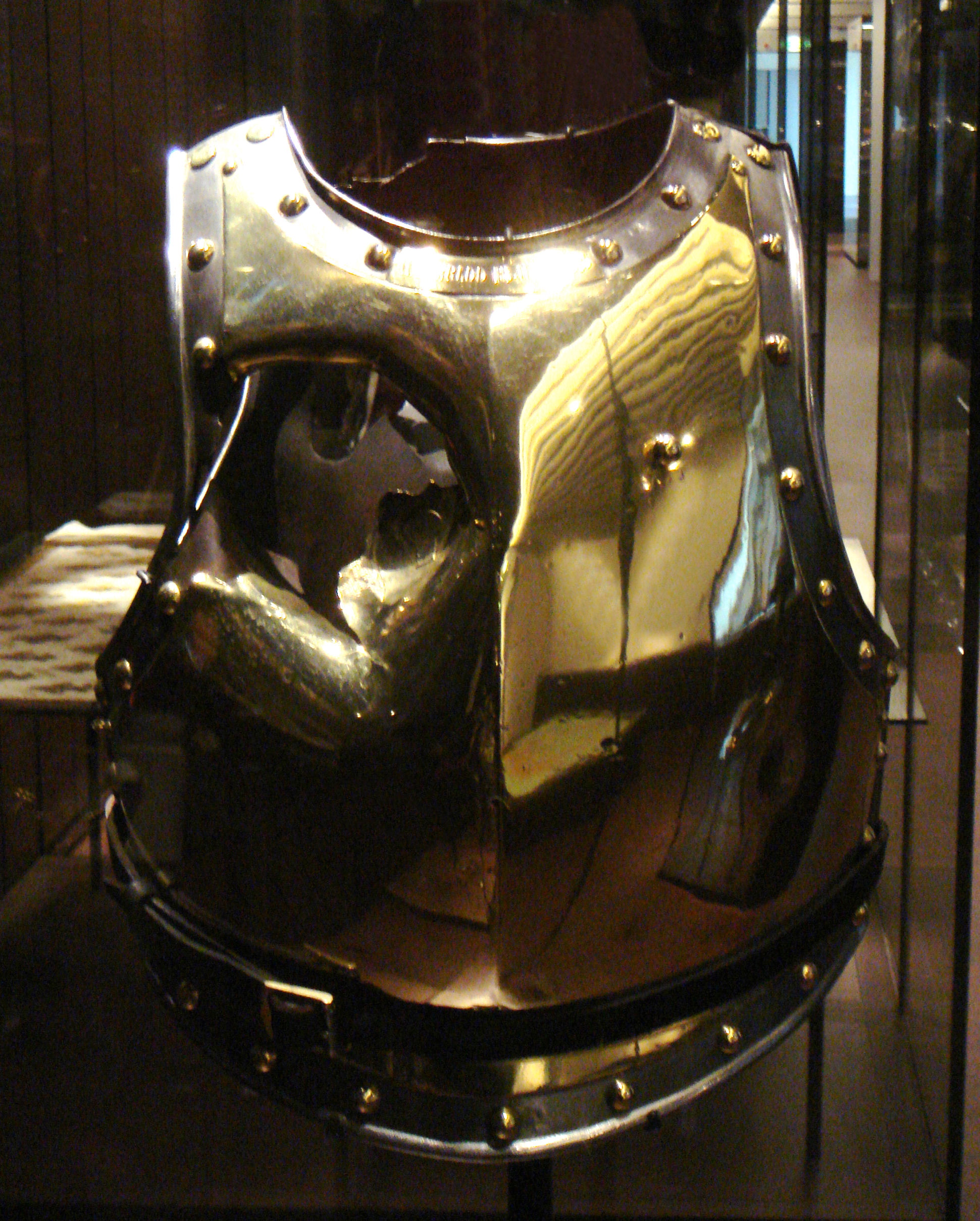
Einschlag einer Kanonenkugel während der Schlacht bei Waterloo auf dem Küraß des Carabiniers Antoine Fauveau
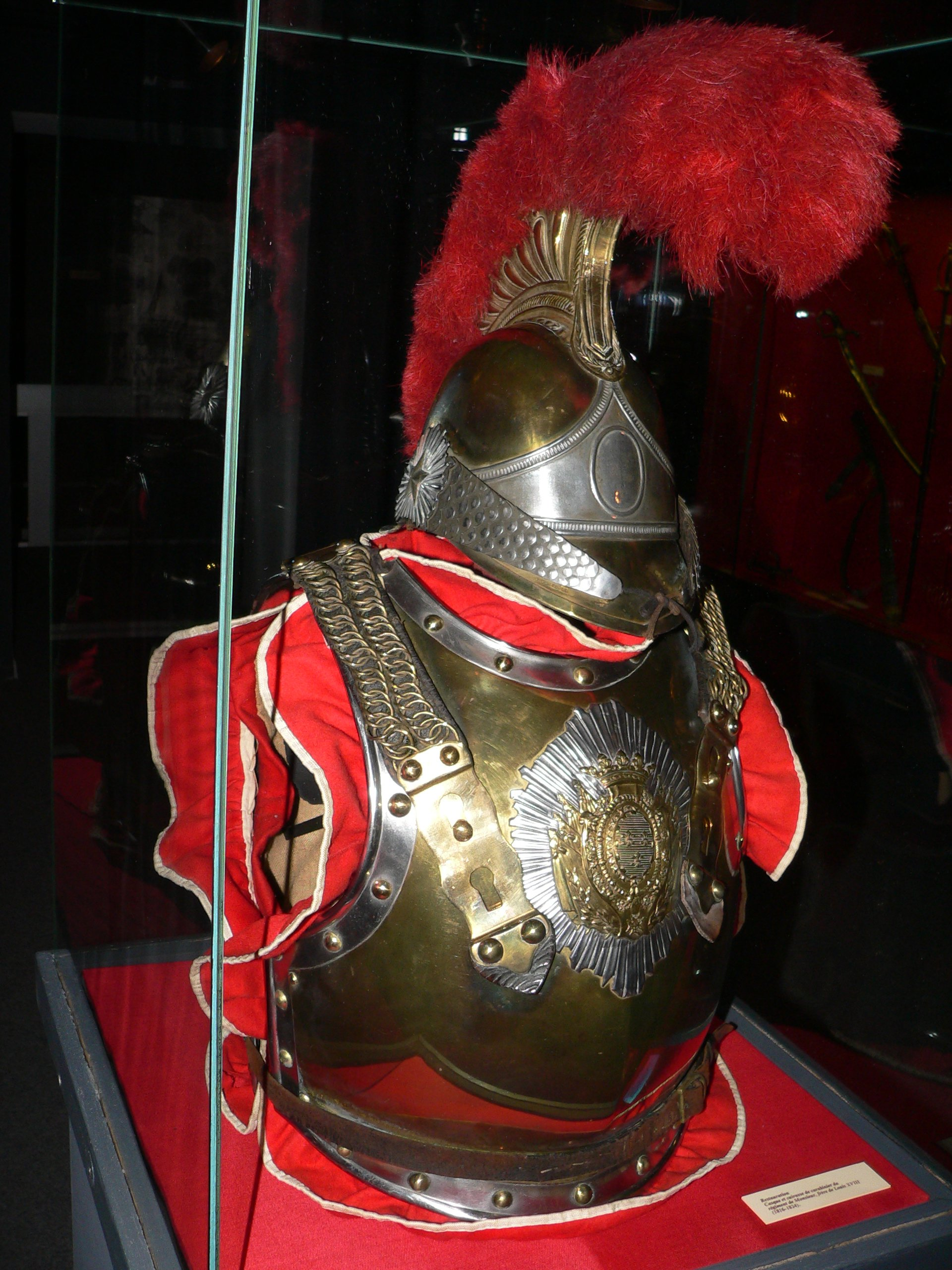
Küraß und Helm eines königlichen Carabinier à cheval während der Zweiten Restauration (1816–1824)

### Standarten

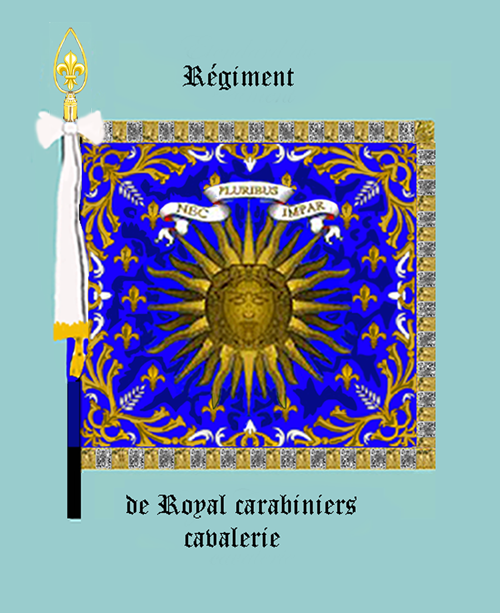
Standarte des Regiments „Carabiniers cavalerie“

Die zuletzt geführte Standarte (Modell 1812) des Regiments trug in goldenen Lettern auf der Rückseite die Namen der bedeutendsten Schlachten, in denen es ehrenvoll gekämpft hat:
- Austerlitz
- Iéna
- Eylau
- Friedland
- Eckmühl
- Wagram